# Siguanaba

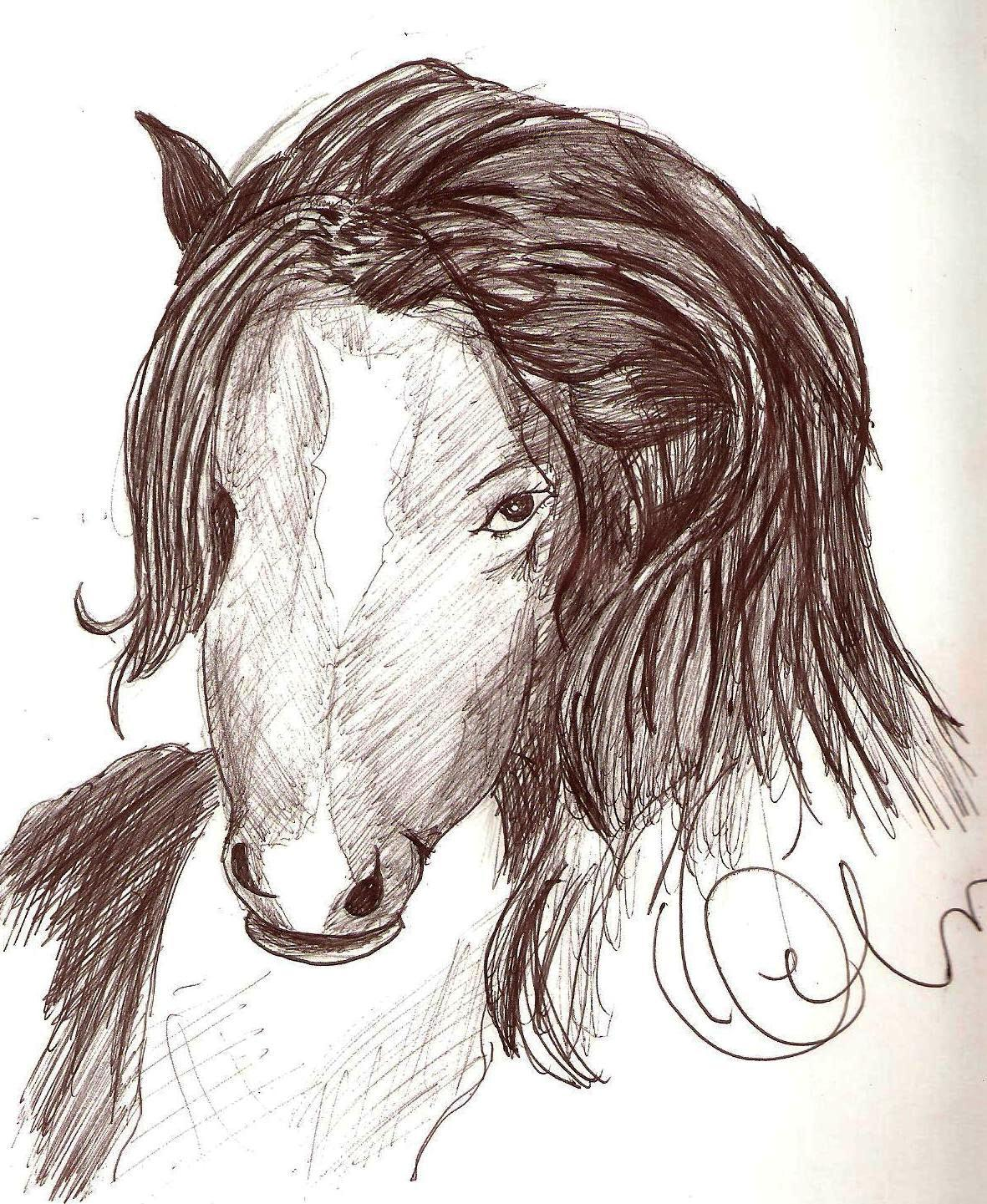
Rappresentazione della Siguanaba

La Siguanaba, La Sihuanaba, Cigua o Cegua è un'entità sovrannaturale del folklore dell'America Centrale. Si tratta di uno spirito che cambia di forma, prendendo in genere la forma di una donna attraente, con i capelli lunghi vista da dietro. Attira gli uomini in pericolo prima di rivelare il suo volto che è quello di un cavallo o, in alternativa, di un teschio.
La Siguanaba e le sue varianti potrebbero essere state portate in America Latina dalla Spagna durante il periodo coloniale, utilizzata dai coloni come un mezzo per esercitare il controllo sulla popolazione indigena e i meticci

## Apparizione
A prima vista, è una bella donna nuda o abbigliata in bianco trasparente; di solito compare mentre fa il bagno in una vasca di acqua pubblica, fiume o altra fonte d'acqua, anche se può apparire mentre lava il bucato. Le piace attirare gli uomini a tarda notte e al buio, nelle notti senza luna, senza mostrar loro la sua faccia in un primo momento. Tenta questi uomini portandoli lontano dai loro percorsi consueti per farli perdere in profondi canyon.
In Guatemala, la Siguanaba appare come una bella donna, seducente e dai capelli lunghissimi. Non rivelerà il suo viso fino all'ultimo momento, quando apparirà con la faccia di un cavallo o, in alternativa, di un teschio umano. Se la sua vittima (di solito un uomo infedele) non muore di paura, cade poi in uno stato di follia. Da lontano, la Siguanaba, può imitare l'aspetto della fidanzata di un uomo, al fine di portarlo fuori strada.
Quando appare ai bambini, prende l'aspetto della loro madre al fine di attirarli a sé; una volta toccato dalla Siguanaba il bambino impazzirà, e lei lo porterà nel deserto dove verrà abbandonato in stato di follia.

## Difesa
Esistono metodi tradizionali per scongiurare di cadere nelle grinfie della Siguanaba. Nelle regioni di confine tra Guatemala ed El Salvador, quelli che vedono la Siguanaba fanno il segno della croce su di lei o mordono il loro machete, e così facendo allontanano contemporaneamente sia lo spirito maligno che la paura che li attanaglia.

## Etimologia
Il termine siguanaba o sihuanaba ha le sue origini nelle lingue indigene della Mesoamerica. Diverse parole sono state proposte come sua fonte. In alcune parti del Messico la Siguanaba è nota come macihuatli, in  nahuatl termine che può essere suddiviso in due elementi; cihuatl (che significa "donna") e matlatl (che significa "rete"). Questa "donna-rete" racchiude l'idea figurativa di una donna che cattura gli uomini nella sua metaforica rete di attrazione.
Allo stesso modo, cigua o cegua, è il nome dato a questo spirito in Honduras e Costa Rica, anche questo derivante dal termine Nahuatl cihuatl, dal significato di "donna". Lo storico guatemalteco Adrián Recinos, da due possibili derivazioni del termine siguanaba. In una delle 20 e più lingue del Guatemala, egli sostiene che ciguanaba significa "donna nuda" ma non dice l'esatta lingua alla quale si riferisce. In un'altra fonte sostiene che la sua origine è nel Nahuatl ciuanauac o ciguanauac, dal significato di "concubina".
In Guatemala, il termine siguanaba viene indicato come siwan, un termine presente nelle lingue k'iche' e maya che significa scogliera o dirupo, mentre l'etimologia folk del Guatemala da quest'ultima come origine del termine, anche se studiosi come Recinos e Roberto Paz y Paz non sono d'accordo.

## Varianti regionali

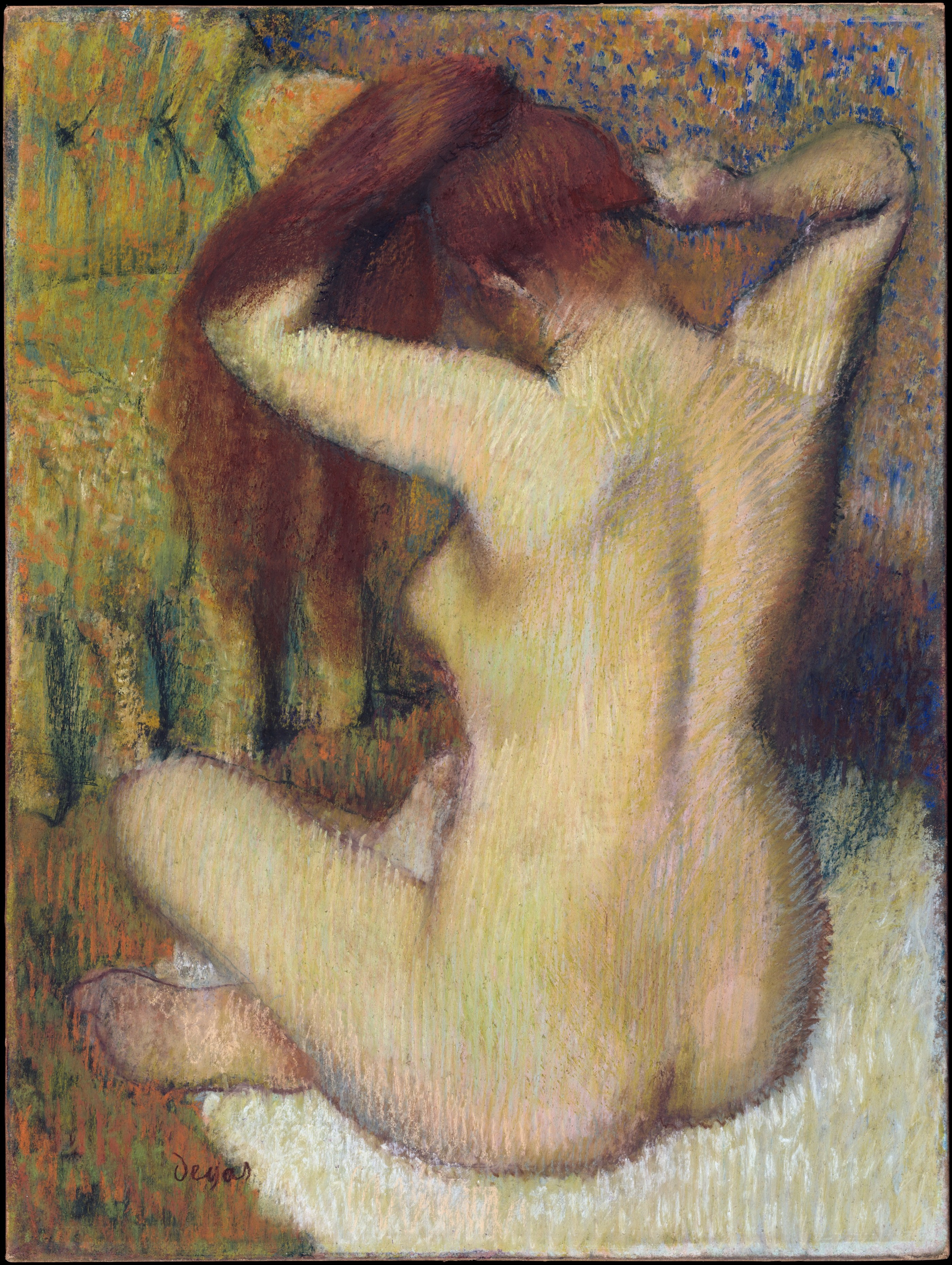
La Siguanaba viene vista talvolta come donna nuda mentre si pettina

In Guatemala la Sihuanaba è nota come La Siguanaba, mentre è conosciuta come Cigua in Honduras, Ciguanaba in El Salvador e Cegua in Costa Rica. Anche se i nomi variano, il suo aspetto e il modo di essere rimane invariato.

### El Salvador
La leggenda salvadorena della Siguanaba dice che la donna, in origine chiamata Sihuehuet (bella donna), era una giovane contadina che divenne regina usando il suo fascino (e le arti magiche di una strega) per attirare in matrimonio Yeisun, figlio di Tlaloc, che era un principe nahuatl. Dopo il matrimonio, quando suo marito andò in guerra, ebbe rapporti con altri uomini, e Cipitio fu il figlio frutto di questo rapporto. Sihuehuet fu una cattiva madre, che trascurava il figlio, lasciandolo solo per soddisfare i suoi amanti. Per ereditare il trono architettò un complotto utilizzando un'altra pozione magica per avvelenare Yeisun durante una festa, e così reclamare il trono per il suo amante.
Ma il piano non ebbe successo. Yeisun fu trasformato in un mostro gigante e selvaggio con due teste, che fece una carneficina di tutti i presenti alla festa. Le guardie sconfissero e uccisero la creatura, mettendo così fine alla vita di Yeisun. Quando Tlaloc scoprì la faccenda, cercò l'aiuto del dio onnipotente, Teotl, che maledisse Sihuehuet: lei sarebbe stata chiamata Sihuanaba ("donna orribile"); sarebbe stata bella a prima vista, ma condannata a trasformarsi in un abominio orribile dopo aver attirato le sue vittime in zone isolate. Fu costretta a vagare per la campagna e ad apparire agli uomini che viaggiavano da soli di notte. Si suppone appaia di notte nei fiumi di El Salvador, mentre lava il bucato e sempre alla ricerca di suo figlio, Cipitio, che è stato maledetto anche da Teotl a rimanere un ragazzo per l'eternità.

### Guatemala
In Guatemala, la Siguanaba si dice appaia mentre si lava i capelli con una ciotola d'oro e si pettina i capelli con un pettine d'oro. Vagherebbe per le strade di Città del Guatemala, attirando gli uomini innamorati. Nel Paese, la leggenda è più comune a Città del Guatemala, Antigua Guatemala (la vecchia capitale coloniale) e nei  dipartimenti orientali. La variante più comune in queste zone è quella in cui lo spirito ha il volto di un cavallo. In Guatemala la Siguanaba si dice che appaia spesso agli uomini che sono infedeli, per punirli.
Una versione del popolo maya Kaqchikel di San Juan Comalapa, descrive la Siguanaba come una donna con enormi occhi ardenti e uno zoccolo per mano. Indossa un abito scintillante e ha i capelli molto lunghi e ossessiona la discarica locale, i bambini disobbedienti e mariti ubriachi.
Sulla riva guatemalteca del lago di Guija, nel dipartimento di Jutiapa, la Siguanaba è in grado di assumere diverse sembianze, ma la più comune è quella di una bella donna snella, con i capelli lunghi, che si è bagna sulle rive del fiume Ostúa, anche se può apparire in altre fonti d'acqua o semplicemente ai bordi delle strade solitarie. Agli uomini lussuriosi appare come una bella donna, mentre agli uomini innamorati e fedeli appare come l'oggetto dei loro affetti. Un racconto di San Juan La Isla racconta come un uomo andò ad incontrare la moglie che tornava a cavallo da El Salvador, e dopo averla accompagnata per un po', quella che riteneva sua moglie, si gettò dalla cavalcatura e si rivelò essere la Siguanaba. Nella stessa regione, la Siguanaba si dice appaia nelle notti di luna cavalcando su strade solitarie e chiedendo di guidare il passeggero. Dopo aver guidato la sua vittima per un breve tratto, rivela le unghie come artigli temibili e il volto di un cavallo, facendo morire di terrore il malcapitato. Quei pochi fortunati che riescono a fuggire, si ritrovano smarriti nel deserto.

### Costa Rica
In Costa Rica, la Cegua è essenzialmente un'apparizione rurale. Ripete le azioni tipiche della Sihuanaba nelle sue abitudini notturne balneari, appare anche cavalcando tra mandrie di cavalli e seminando il panico.
Altri nomi sono: Cihuanaba, Sihuanaba, Ciguanaba, Ciguapa.